# Hylaeus breviceps
Hylaeus breviceps är en biart som beskrevs av Morawitz 1876. Hylaeus breviceps ingår i släktet citronbin, och familjen korttungebin. Inga underarter finns listade i Catalogue of Life.